# 황명조훈
황명조훈(皇明祖訓)은 명나라의 건국자인 홍무제가 후대 황제들을 위해 남긴 일종의 지침서로, 1373년에 처음으로 발간되어 '조상들의 가르침에 대한 기록'이라는 이름을 부여받았다. 이후 1395년에 새롭게 편찬하며 현재의 '황명조훈'이라는 이름을 가지게 되었다.
황명조훈은 크게 13부로 나뉘어 있다.
1. 훈계(箴戒)
2. 지주(持守)
3. 엄제사(嚴祭祀)
4. 근출입(謹出入)
5. 신국정(愼國政)
6. 예의(禮儀)
7. 법률(法律)
8. 내령(內令)
9. 외관(內官)
10. 직제(職制)
11. 병위(兵衛)
12. 영선(營繕)
13. 공용(供用)

황명조훈의 서문 격에 해당하는 '조훈'편은 홍무제가 직접 썼으며, 그의 후계자들이 법치주의에 입각한 공정한 나라를 이어갈 것을 당부하였다. 황명조훈은 나라의 존망이 결국 황제의 개인적인 역량, 그리고 실무진들에 대한 엄격한 감시, 제천의식과 사직에 대한 성대한 의례에 달려있다고 명시하며, 황제에게 그 누구도 함부로 믿지 말며 주위에 있는 모든 황실 일족들, 문관과 무관을 포함한 신하들, 그리고 백성들을 경계하고 다스릴 것을 요구하고 있다. 